# Royaucourt-et-Chailvet
Royaucourt-et-Chailvet è un comune francese di 198 abitanti situato nel dipartimento dell'Aisne della regione dell'Alta Francia.

## Società

### Evoluzione demografica
Abitanti censiti